# Gordon Kinsaini
Gordon Kinsaini (26 de julio de 1981) es un futbolista surinamés que juega en la posición de mediocampista. Su actual equipo es el SV Leo Victor, de la Primera división de Surinam.

## Carrera profesional
Kinsaini comenzó su carrera en el SV Robinhood en la temporada 1999-2000 donde permaneció durante diez años. Fue una de las grandes figuras del club siendo el goleador - junto con Amaktie Maasie - de la SVB Hoofdklasse 2002-03 con 18 tantos. En el 2009 fue traspasado al SV Leo Victor, club donde se desempeña en la actualidad.
Clubes
| Club          | País    | Año       |
| ------------- | ------- | --------- |
| SV Robinhood  | Surinam | 1999-2009 |
| SV Leo Victor | Surinam | 2009-Act. |

## Selección nacional
Kinsaini fue internacional con la selección de Surinam donde ha jugado en 16 ocasiones con 4 goles anotados. Hizo su debut internacional durante la fase final de la Copa del Caribe 2001, disputando los tres encuentros de la primera ronda. También participó en las clasificatorias al Mundial de 2006 donde jugó 4 partidos anotando 2 goles.

## Palmarés

### Campeonatos nacionales
| N.º | Título           | Club          | País    | Año/Temporada |
| --- | ---------------- | ------------- | ------- | ------------- |
| 1   | Copa de Surinam  | SV Robinhood  | Surinam | 1999          |
| 2   | Supercopa        | SV Robinhood  | Surinam | 1999          |
| 3   | Copa de Surinam  | SV Robinhood  | Surinam | 2001          |
| 4   | Supercopa        | SV Robinhood  | Surinam | 2001          |
| 5   | Primera división | SV Robinhood  | Surinam | 2004-05       |
| 6   | Copa de Surinam  | SV Robinhood  | Surinam | 2006          |
| 7   | Copa de Surinam  | SV Robinhood  | Surinam | 2007          |
| 8   | Copa de Surinam  | SV Leo Victor | Surinam | 2014          |